# Sydney Motorsport Park
El Sydney Motorsport Park (conegut fins al 2012 com a Eastern Creek International Raceway) és un circuit de curses situat a la carretera Brabham Drive d'Eastern Creek (un suburbi de Sidney, 40 km a l'oest del centre de la ciutat), a Nova Gal·les del Sud, Austràlia. Al costat del circuit hi ha el Western Sydney International Dragway, una pista per a Dragsters. El Motorsport Park va ser construït i és propietat del govern de Nova Gal·les del Sud i el gestiona l'Australian Racing Drivers Club. Té llicència per a albergar curses de motociclisme i és un dels dos únics circuits permanents d'Austràlia amb llicència de grau 2 de la FIA.

## Història

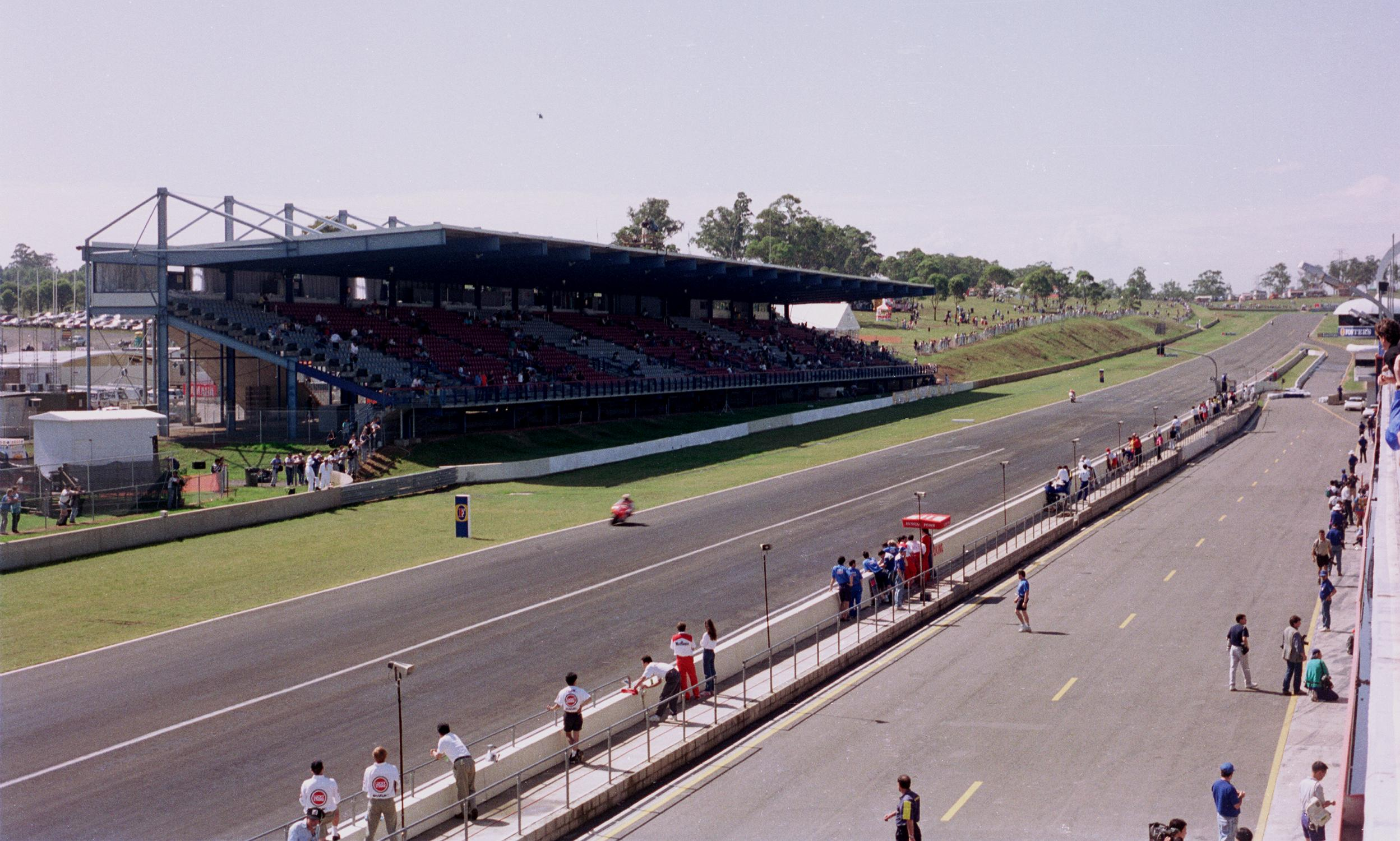
La recta de sortida durant el GP d'Austràlia de

La creació del circuit es va aprovar el 1989 i la construcció en va començar poc després, tot i que es va endarrerir pel mal temps i els debats sobre la propietat dels terrenys. El juliol de 1990 s'hi va celebrar una cursa de prova per a motos Superbike i el 10 de novembre, l'aleshores Ministre d'Esports de Nova Gal·les del Sud, Bob Rowland-Smith, va inaugurar oficialment el circuit en ocasió de la cursa de resistència per a cotxes de turisme del Grup A Nissan Sydney 500. El 1991, el consorci format per a finançar el circuit va patir problemes financers i el complex va ser adquirit pel govern de Nova Gal·les del Sud.

### Reconfiguració
L'11 d'agost de 2006, el Sydney Morning Herald va publicar que Ron Dickson, el dissenyador dels circuits del campionat A1 Grand Prix (i també del Circuit de Surfers Paradise), va suggerir que el Sydney Motorsport Park no estava a l'alçada dels estàndards moderns i s'havia de millorar. El 28 d'abril de 2008 es va anunciar que l'empresa Apex Circuit Design Ltd. havia rebut l'encàrrec de fer un estudi de viabilitat per 350.000 dòlars sobre l'actualització de la pista per tal d'adaptar-la a altres propòsits i poder-hi celebrar proves de més nivell com ara el Gran Premi d'Austràlia de Fórmula 1, però, finalment, d'aquesta proposta no en va sortir res.

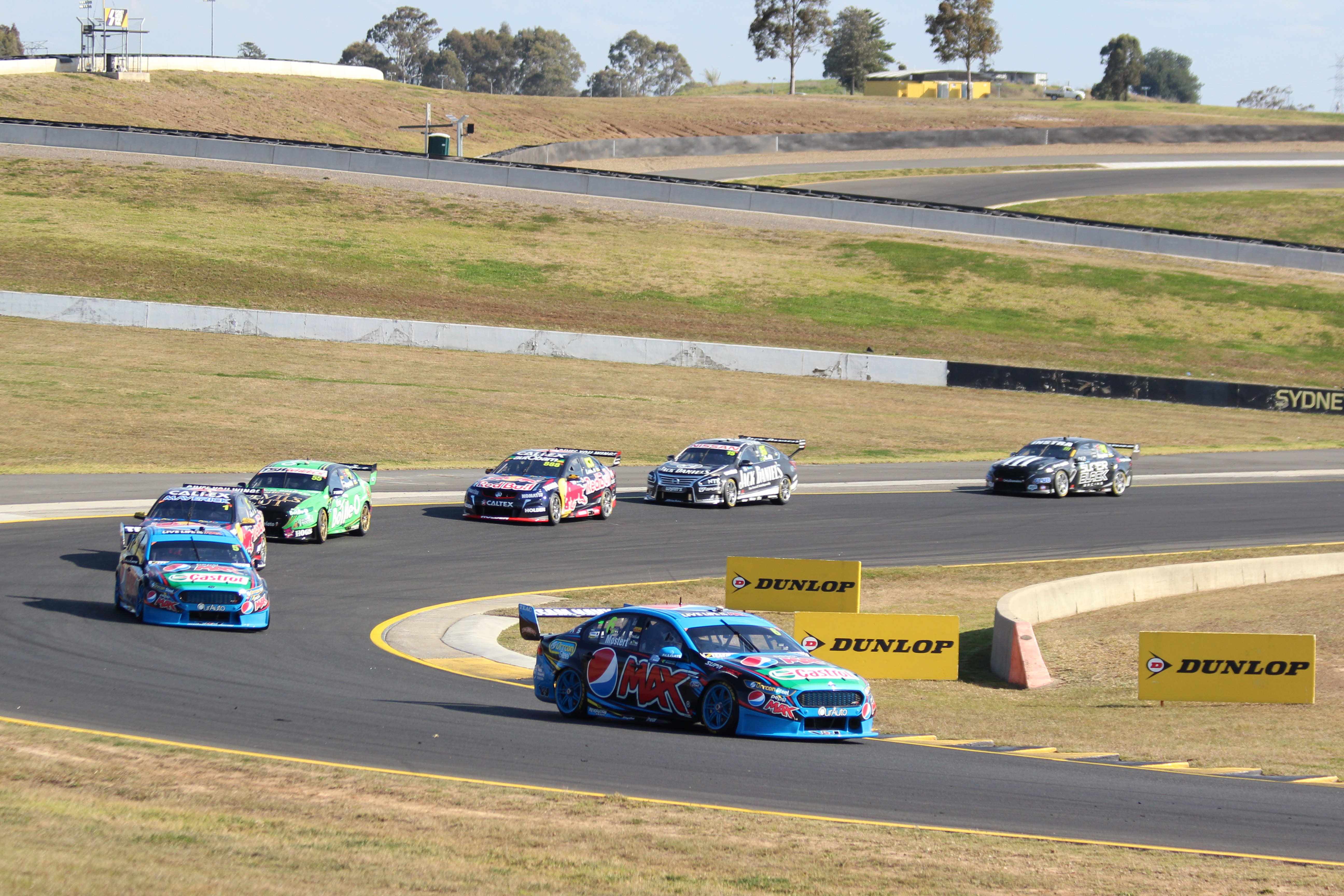
Una cursa al circuit el 2015

A començaments del 2011, el circuit va rebre finançament per a obres de millora de 9 milions de dòlars, 7 dels quals els aportava el govern de Nova Gal·les del Sud i els altres dos, l'Australian Racing Drivers Club. L'actualització va consistir en reconfigurar el circuit en quatre traçats, dos d'ells capaços de funcionar simultàniament, amb una longitud total de 4,500 km. Les millores implicaven la instal·lació d'una pit lane addicional per tal de permetre la nova configuració, una nova torre de control de cursa i nous edificis de serveis. Les obres van començar el juny de 2011 amb la creació d'un nou tram de pista que havia d'unir els revolts 4 i 9. Aquest tram d'enllaç, que es va acabar a l'octubre, va crear el nou "Circuit Druitt", conegut també com a "Circuit Nord". El maig de 2012 es va acabar una ampliació de 830 metres a la part sud-est del circuit que va donar lloc al nou "Circuit Amaroo" (o "Circuit Sud"). El 21 de maig d'aquell any, el circuit es va rebatejar com a Sydney Motorsport Park, el nom que manté actualment. En aquella època va començar també la construcció de la nova pit lane entre els revolts 4 i 5.
Un cop enllestida la reconfiguració dels circuits, es van batejar uns quants revolts: el cinquè es va anomenar "Brock's 05" en referència a Peter Brock i el número amb el qual s'associava aquest històric pilot australià, mentre que a l'octubre del 2017, els dos primers revolts van passar a anomenar-se "Moffat Corner" (per Allan Moffat, campió de turismes d'Austràlia) i "BondBend" (per Colin Bond, un altre campió australià) respectivament.

## Característiques
Les instal·lacions de boxs ofereixen cinquanta garatges amb accés directe a la zona del pàdoc. Davant de la línia d'arribada hi ha una tribuna coberta de 4.000 localitats  que permet la visió de la major part del traçat del circuit.

### Historial del traçat

Circuit de Gran Premi original (1990–2011)
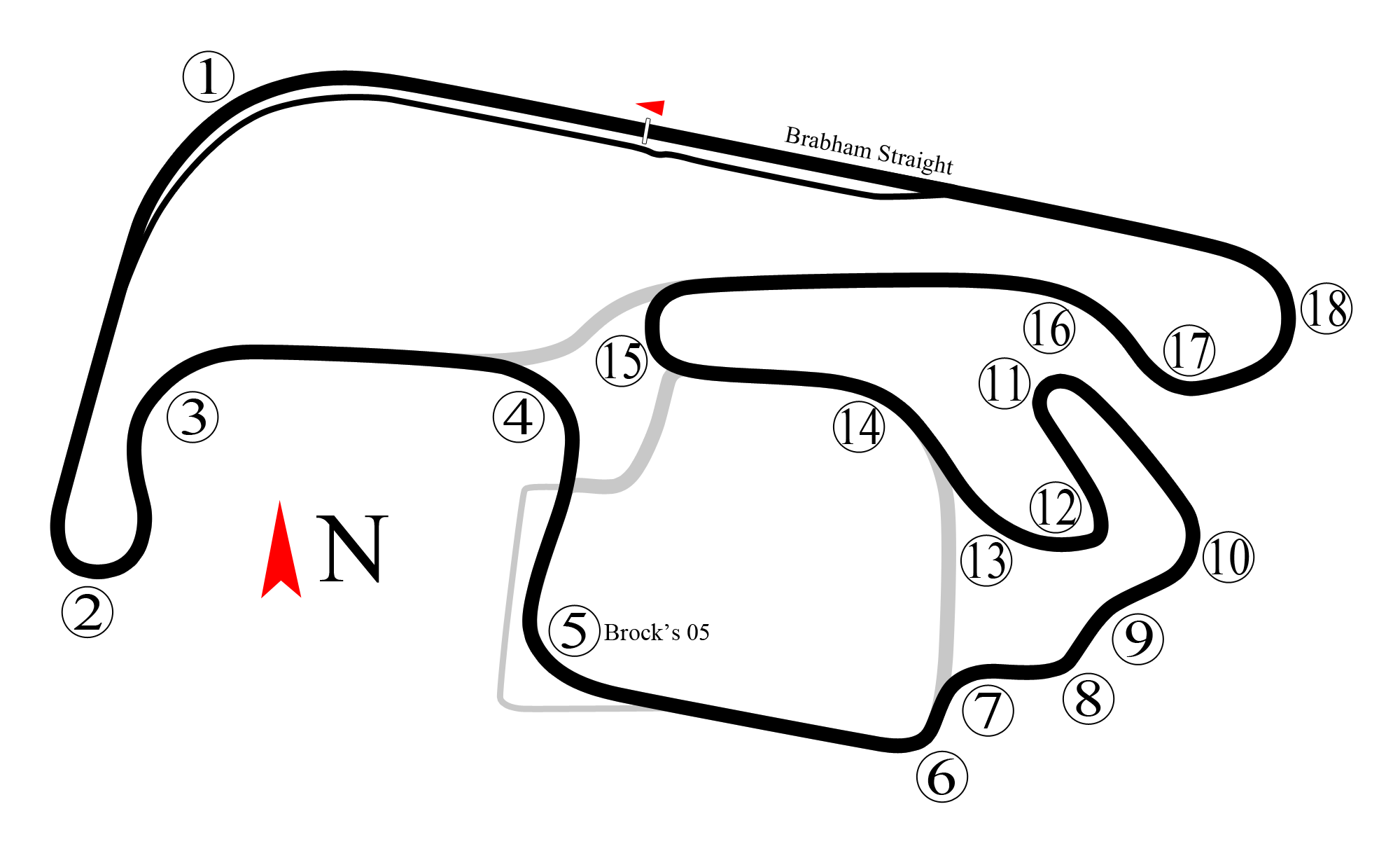
Circuit ampliat "Brabham" (2012–actualitat)
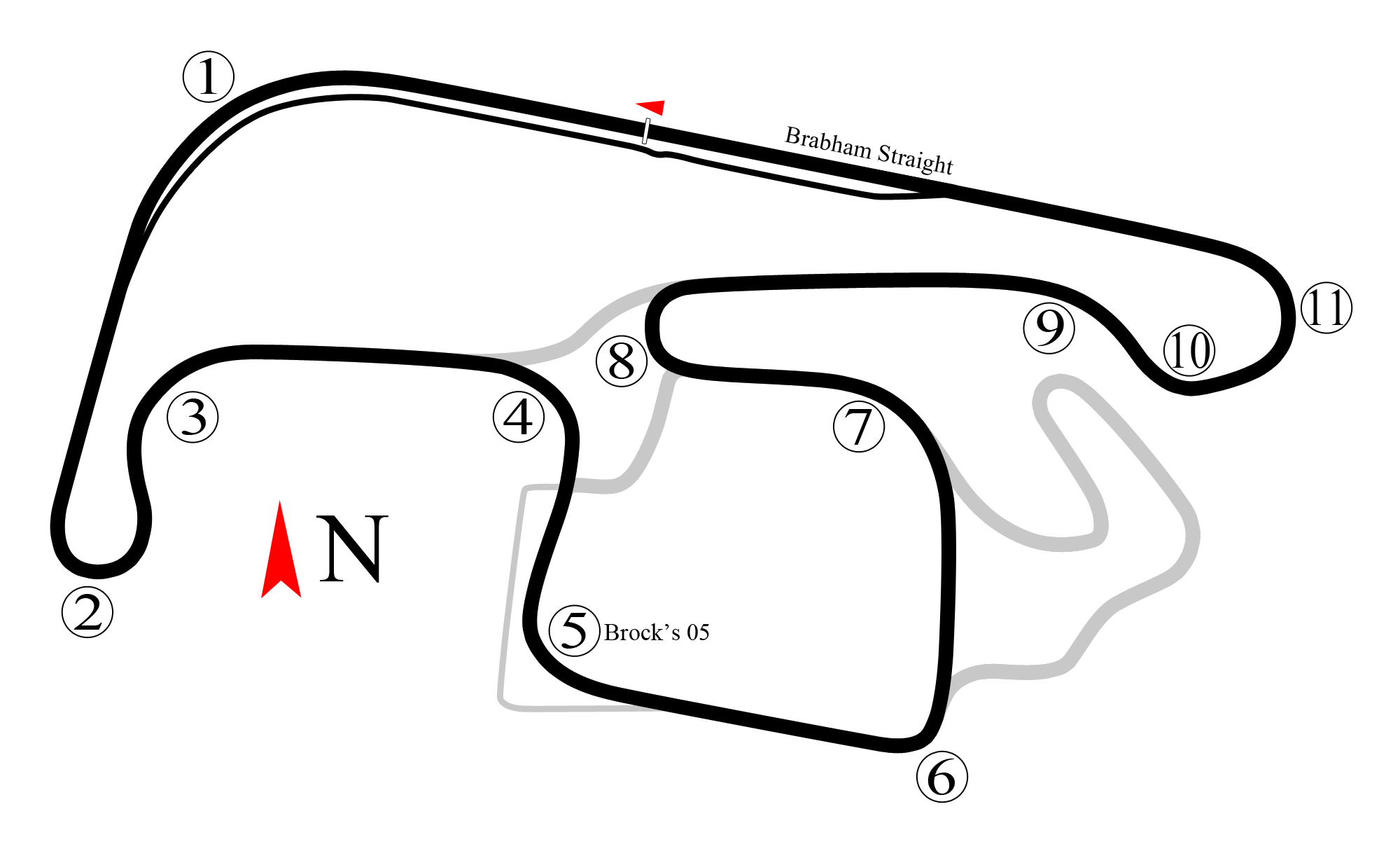
Circuit de Gran Premi "Gardner" (2012–actualitat)
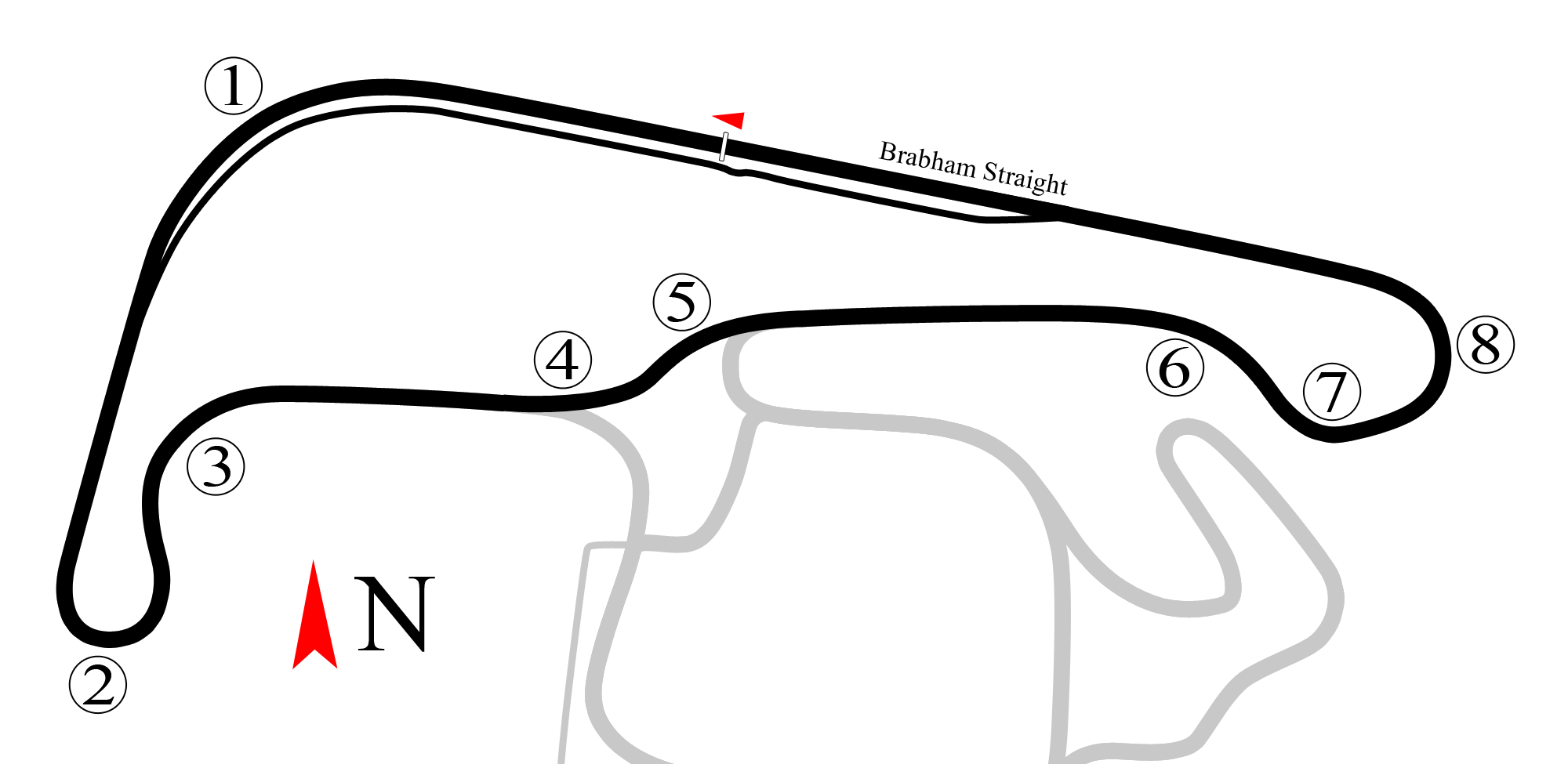
Circuit Nord "Druitt" (2012–actualitat)
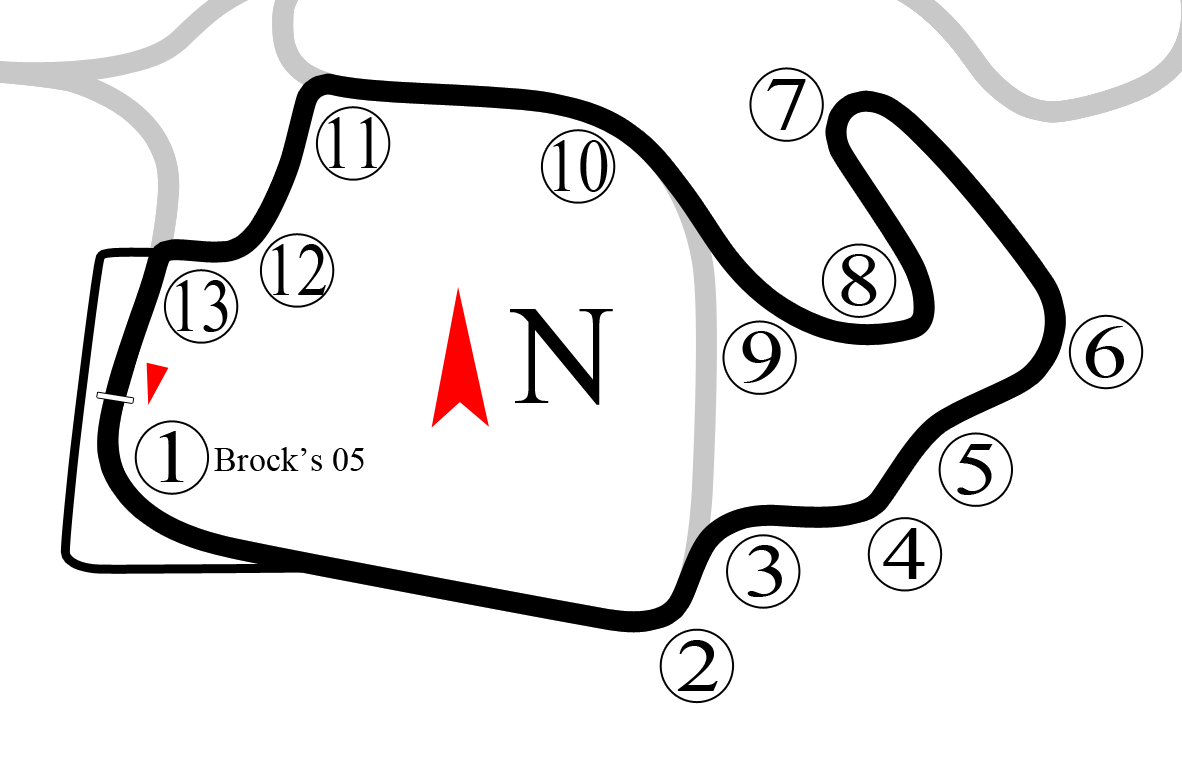
Circuit Sud "Amaroo" (2012–actualitat)